# André Derain
André Derain, född 10 juni 1880 i Paris, död 8 september 1954 i samma stad, var en fransk målare och skulptör. Han var en av fauvismens förgrundsgestalter inom vad som kommit att kallas Parisskolan.

## Biografi
André Derain studerade vid Académie Carrière i Paris 1898-1899. Han arbetade först med Maurice de Vlaminck i Chatou och sedan i Collioure med Henri Matisse. Målningen Le Bassin de Londres (1906) ses som representativ för fauvism, även om tekniken kanske kan påminna om neoimpressionism. Andra målningar från samma år har drag av pointillism.
Mellan 1906 och 1909 var Derain inne på samma spår som Braque och Picasso. Han föregick dem till viss del i sin syntes av former hämtade från den afrikanska konsten. Han kan även påminna om Cézanne, till exempel i Badande kvinnor (1906), men lät men blev aldrig en del av kubismen. Efter 1919 drog sig Derain tillbaka från avantgardet.
Derain återgav i en mörkstämd färgskala landskap, människor och stilleben med tung mäktighet. Samma nyktra klassiska behärskning präglar även hans skulpturer, bokillustrationer och scendekorationer. Han fick också en viss betydelse för den nya sakligheten i svensk 1920-talskonst. Derain är representerad vid bland annat Göteborgs konstmuseum.
Fem oljemålningar av honom beslagtogs som entartete Kunst av propagandaministeriet i Nazityskland konståret 1937, tre på Museum Folkwang, en på Wallraf-Richartz-Museum och en på Kunsthalle Mannheim. De såldes alla vidare till privata samlare och museer utomlands. Den på Kunsthalle Mannheim visades för övrigt på en tidig, nazistiskt arrangerad utställning kallad "Kulturbolschewistische Bilder" (1933). Fyra litografier och träsnitt försvann utomlands vid samma tid.

## Galleri

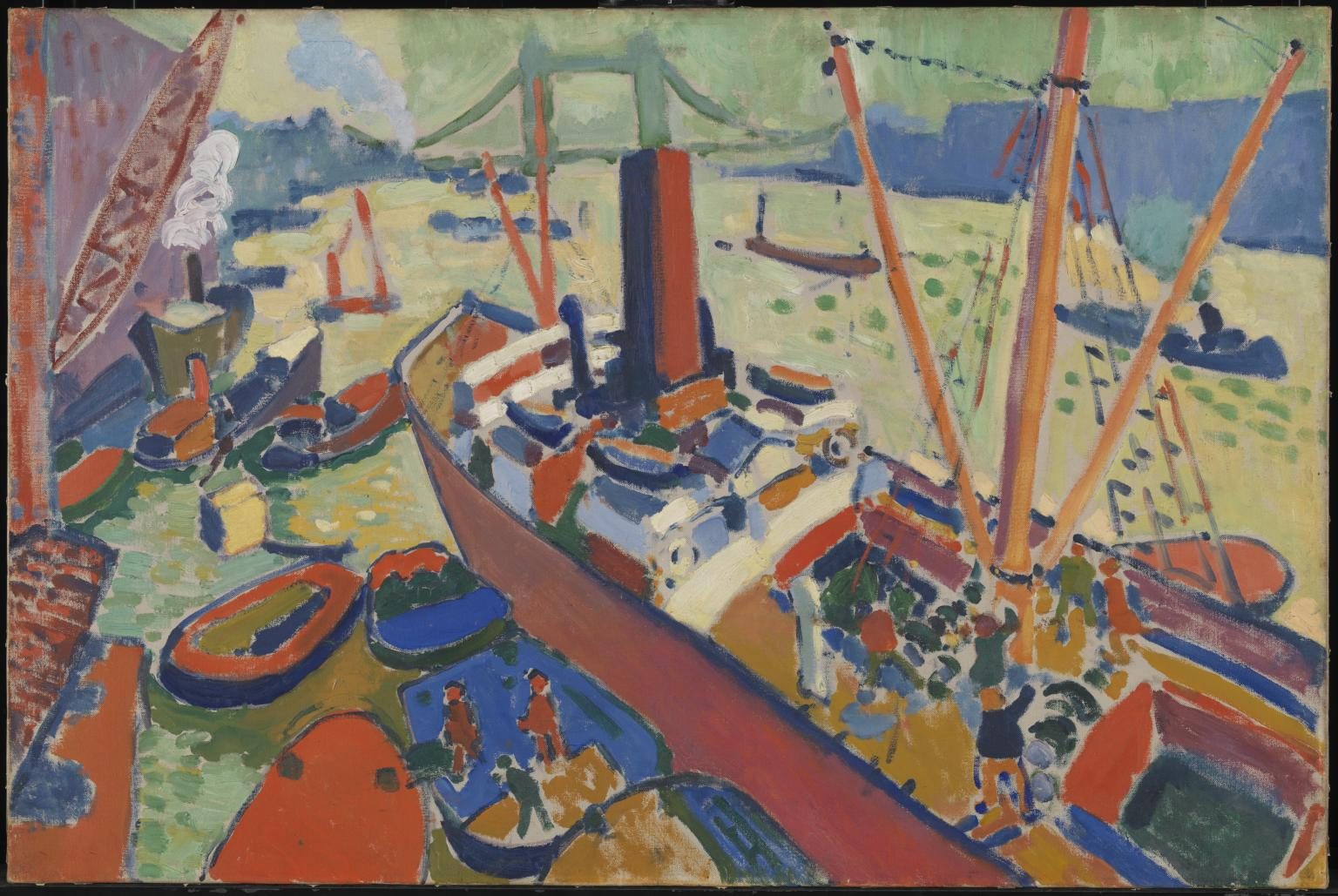
Le Bassin de Londres, olja på duk, 65,7 × 99,1 cm. Tillhör Tate.
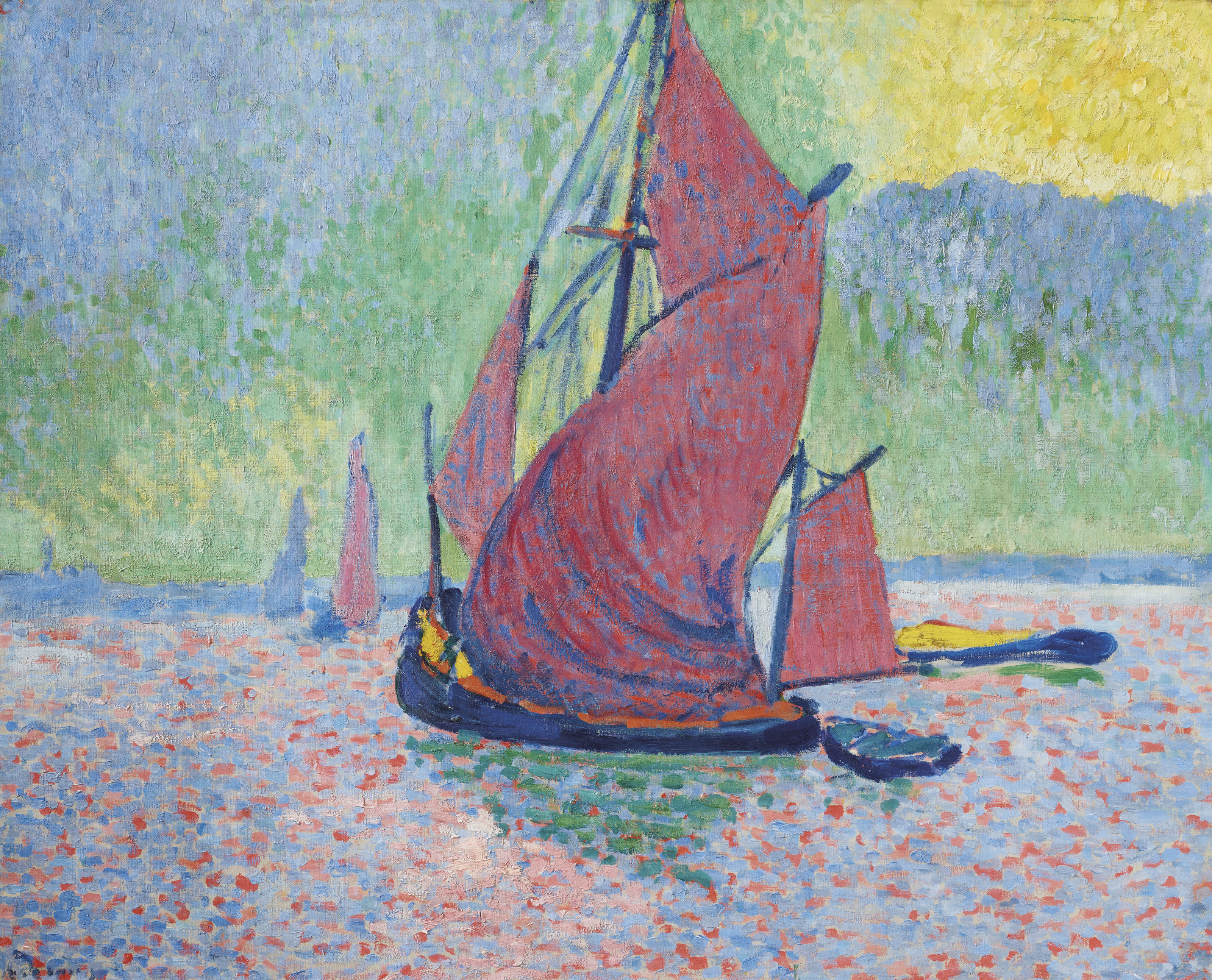
Les Voiles rouges (1906), olja på duk, 81.3 x 100.2 cm. Privat ägo.
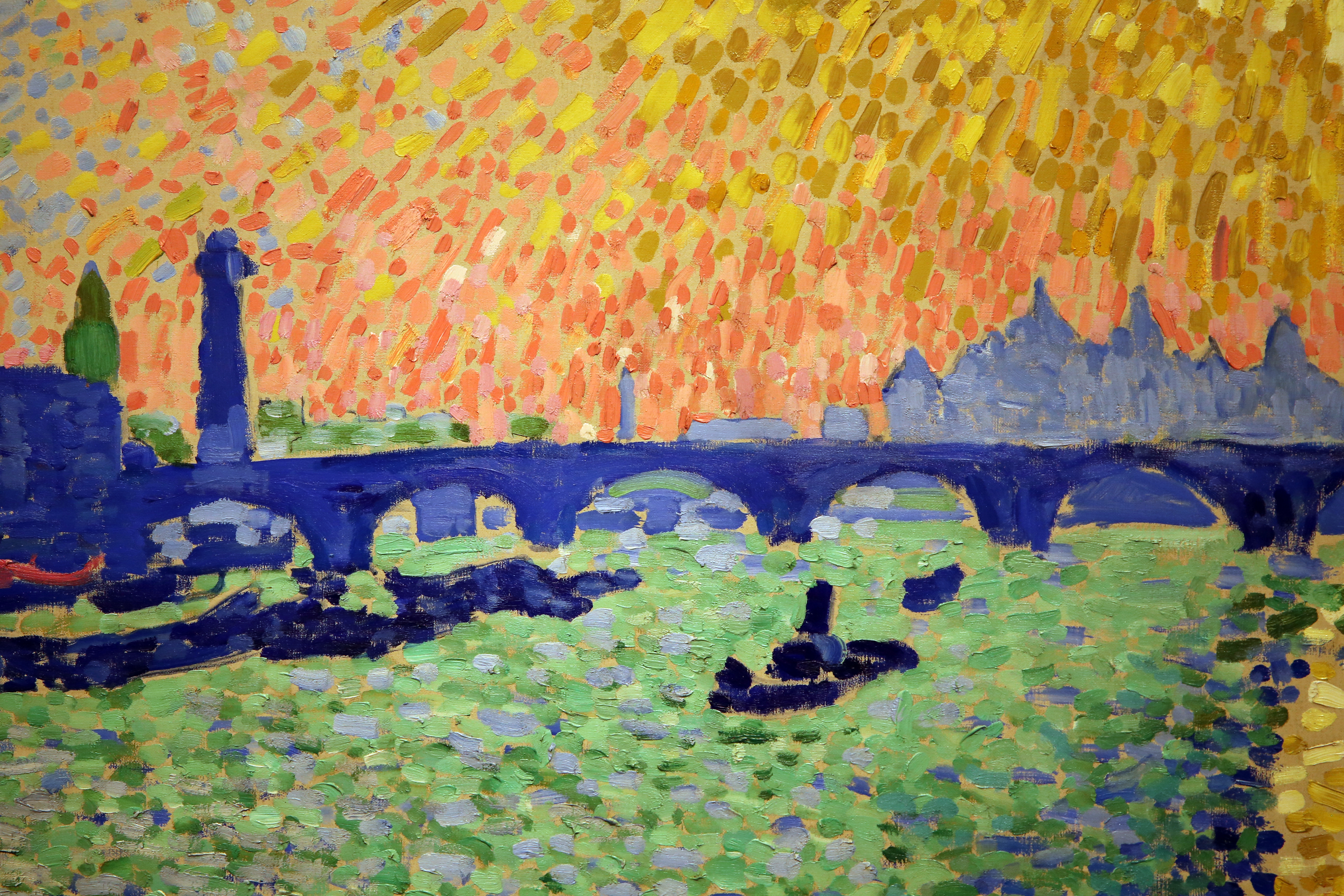
Waterloo Bridge (1906). Museo Thyssen-Bornemisza.
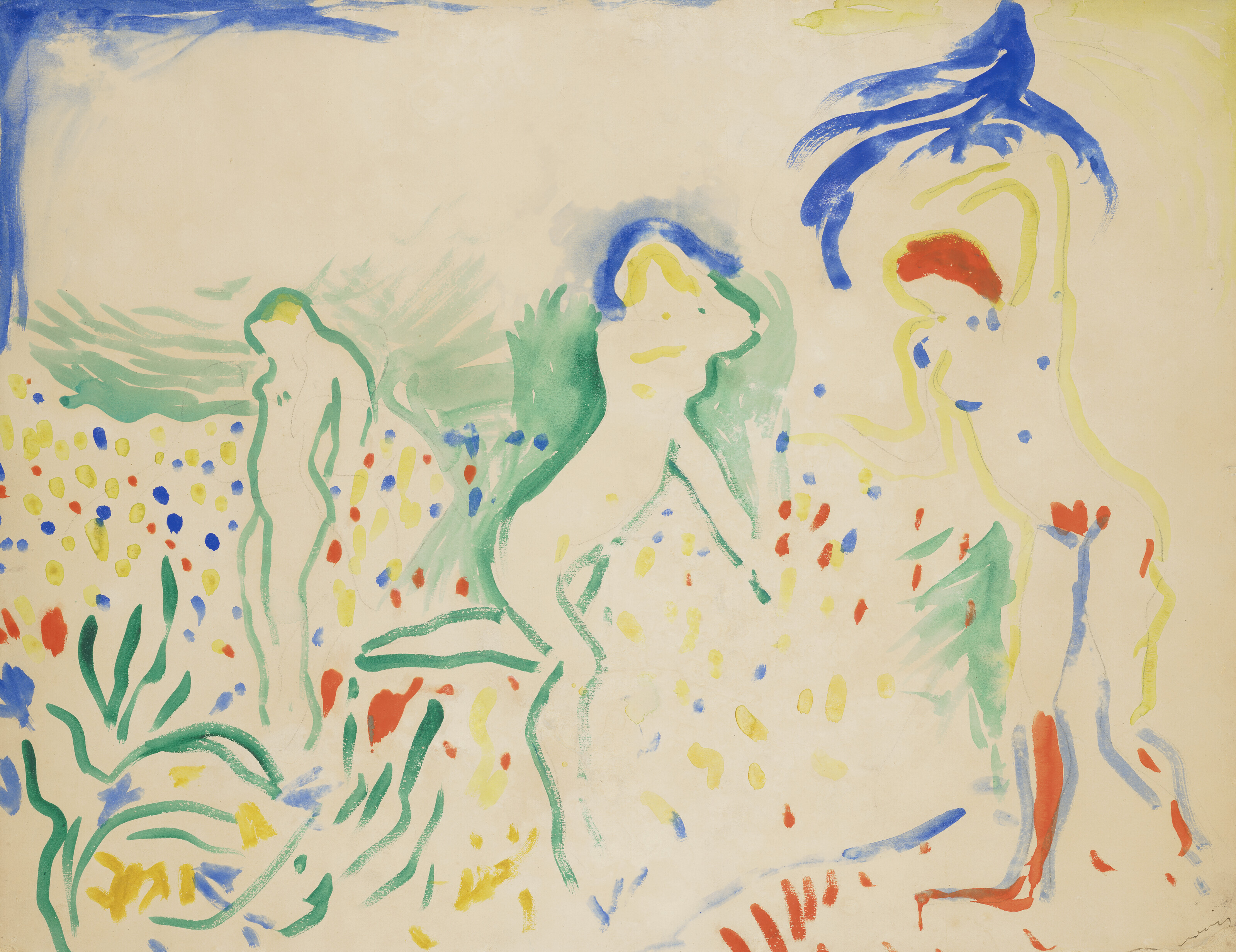
Baigneuses dansantes, gouache, 48 x 62.7 cm. Privat ägo.
La Danse, akvarell, 43.8 x 37.5 cm.
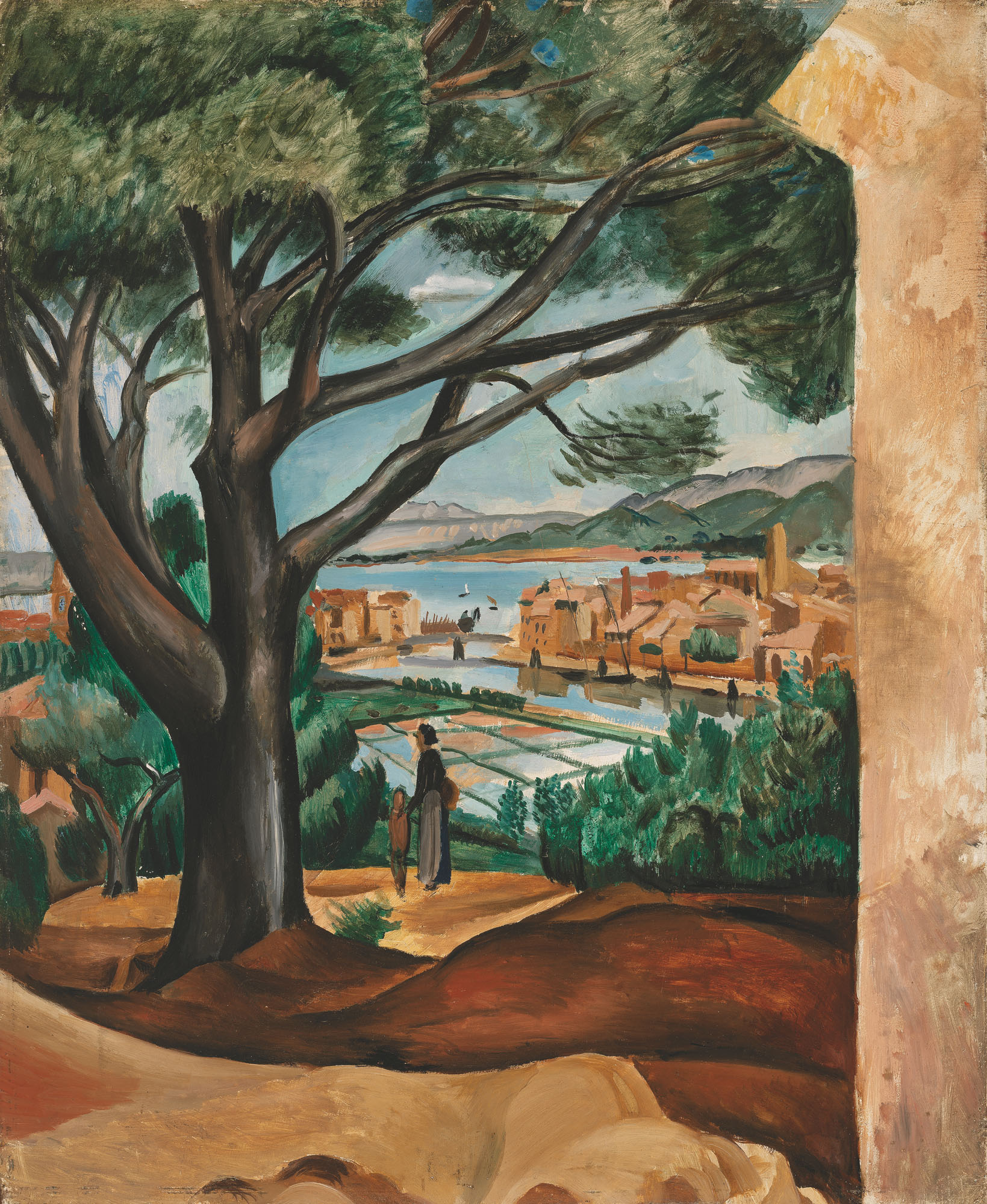
Les Salins de Martigues (1908), olja på pannå, 73.1 x 59.8 cm. Beslagtagen i Nazityskland och såld utomlands. Privat ägo i Beirut.
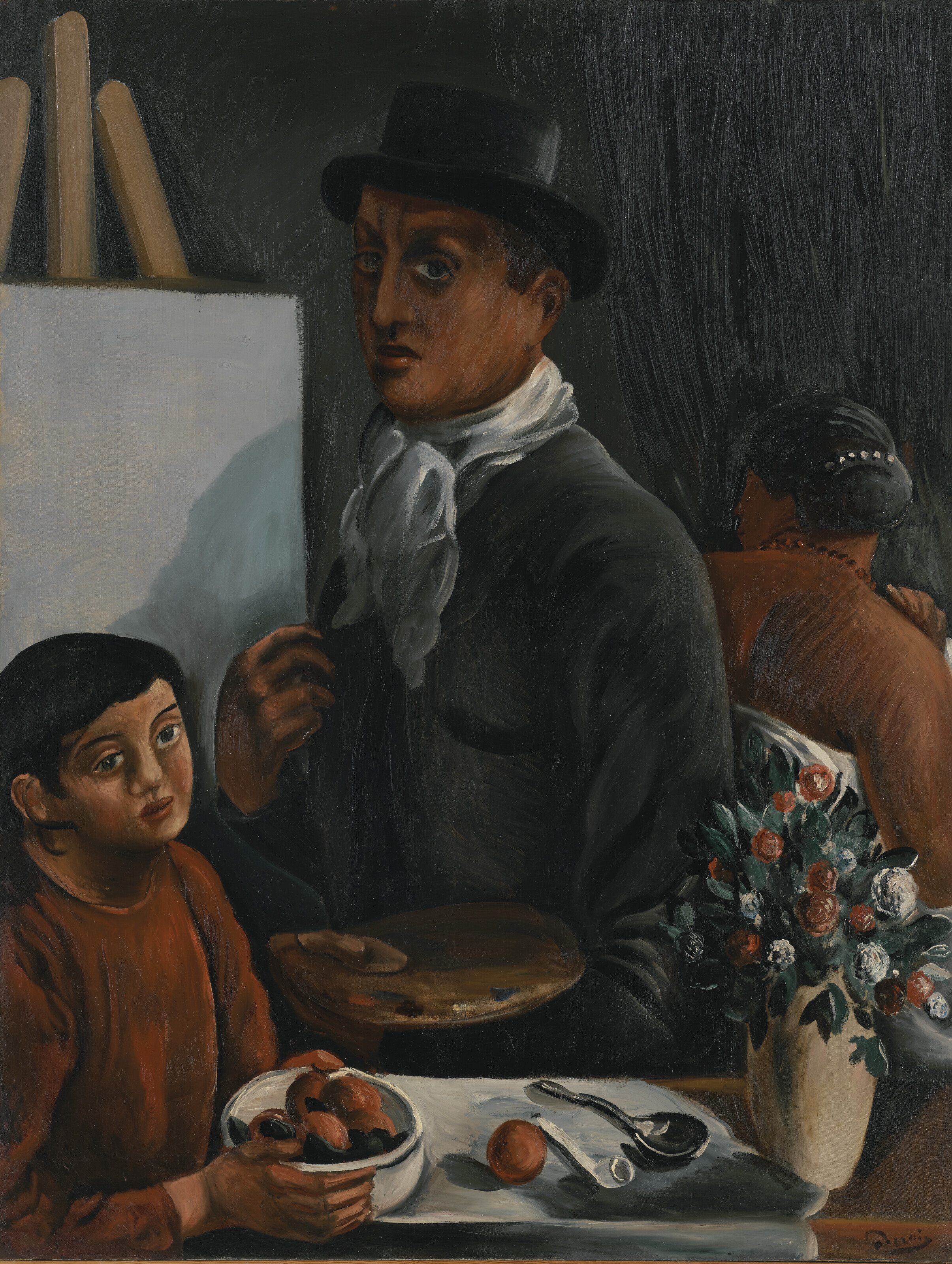
Artiste dans son atelier, olja på duk, 115.8 x 89 cm. Privat ägo.